# コンコルソデレガンツァ京都
コンコルソデレガンツァ京都は、春に京都元離宮二条城一般非公開エリア(二の丸御殿中庭、台所前庭、台所)にて行われているコンクール・デレガンスである。

## 解説
展示される車は、ビンテージカーやコンクールで賞を受賞した名車、一生に一度見れるか分からないと言っても過言ではない名車達である。
2016年の初開催に続き、2018年、2019年第3回目が開催された。

## 次回開催予定
第4回の開催予定は2020年3月28日(土曜日)から3月29日(日曜日)であったが諸事情により中止となった